# Marian Polański
Marian Polański, pierwotnie Plewa (ur. 29 listopada 1932 w Lipnicy Dolnej, zm. 22 czerwca 2014) – polski lekkoatleta, specjalizujący się w bieg na 400 metrów przez płotki. Mistrz i reprezentant Polski.

## Życiorys
Startował w barwach Górnika Zabrze (1950–1951), OWKS Kraków (1952–1953), CWKS Warszawa (1953–1954), Kolejarza Kraków (1955–1956) i Olszy Kraków (1956–1958). 
Na mistrzostwach Polski seniorów na otwartym stadionie zdobył pięć medali: złote w biegu na 400 metrów przez płotki i w sztafecie 4 x 400 metrów w 1952, srebrne w biegu na 200 metrów przez płotki i w biegu na 400 metrów przez płotki w 1955 oraz brązowy w biegu na 200 metrów przez płotki w 1954.
Był członkiem sztafety OWKS Kraków, która poprawiała klubowy rekord Polski na dystansie 4 x 400 metrów (3:25,8 -  7.08.1952, 3:23,2 - 27.08.1953) oraz członkiem sztafety CWKS Warszawa, która w tej samej konkurencji poprawiła rekord Polski w 1953 (3:17,1 - 10.10.1953), a także liderem polskich tabel w biegu na 200 metrów przez płotki (1953 - 25,1) i 400 metrów przez płotki (1952 - 55,4). W tabelach światowych na 400 metrów przez płotki dwukrotnie znajdował się w pierwszej "setce": w 1955 na miejscu 55, z wynikiem 53,5, w 1956 na miejscu 56, z wynikiem 53,1.
Reprezentował Polskę na Międzynarodowych Igrzyskach Młodzieży Szkolnej w 1955, gdzie zajął 6. miejsce w biegu na 400 metrów przez płotki. W latach 1953–1956 sześciokrotnie startował w meczach międzypaństwowych, w biegu na 400 metrów przez płotki (bez zwycięstw indywidualnych. 
Z zawodu był technikiem górnikiem, przez wiele lat pracował w PSS „Społem” w Krakowie.
Jest pochowany na Cmentarzu Salwatorskim.
Rekordy życiowe:
- 110 m ppł: 16,3 (18.07.1953)
- 200 m ppł: 24,7 (25.10.1955)
- 400 m ppł: 53,1 (10.06.1955)